# 岡田耕司
岡田 耕司（おかだ こうじ、1966年11月4日 - ）は、大阪府大阪市天王寺区出身の元プロ野球選手（捕手、内野手、外野手）。右投右打。

## 経歴
出身は大阪市天王寺区だが、プロ入り時点で実家は大阪市住之江区にあった。住之江区の大阪市立加賀屋東小学校、大阪市立加賀屋中学校を経て上宮高等学校に入学、野球部監督を務めていた山上烈の下でプレーした。高校時代は3年間で通算打率.343、26本塁打を記録した。また高校2年生の時には紅白戦で4打席連続本塁打を記録している。
1984年12月14日、近鉄バファローズに外野手としてドラフト外入団した。契約金は500万円、1985年シーズンの年俸は280万円もしくは240万円だった。背番号は59。担当スカウトは河西および本堂。

### 近鉄時代
1985年は二軍でウエスタン・リーグ公式戦21試合に出場して57打席に立ち、51打数7安打、打率.137、3得点、1本塁打、4打点、0勝利打点、0盗塁、2四球、1死球、11三振の成績を残した。同年は出番こそ少なかったが、時折強打者の片鱗を見せる打球を放っていたと評されている。同年オフには年俸300万円で契約更改した。それ以降、1987年まで支配下選手登録されていた。
1986年は外野手から内野手に転向した。同年は二軍公式戦35試合に出場して62打席に立ち、55打数12安打、打率.218、9得点、1本塁打、3打点、0盗塁、3四球、1死球、12三振の成績を残した。また3犠打飛を記録した。
1987年は二軍で10試合に出場し、8打数0安打、打率.000、0本塁打、1打点、0犠打飛、0盗塁、2四死球、2三振の成績を残した。同年オフには現状維持の年俸400万円で契約更改し、内野手から捕手に転向した。1988年は支配下選手登録を外れ、練習生としての登録になる。同年は一軍（パシフィック・リーグ）だけでなく、二軍でも公式戦出場機会はなかった。
1989年は当初、練習生としての登録だった。同年の日向春季キャンプでは一軍昇格を期待されていたが、2月26日に大王谷運動公園野球場（宮崎県日向市）で開催された三星ライオンズとの試合で右膝を痛め、右膝内側側副靭帯挫傷で全治3か月と診断されたことから、支配下選手登録を外れていた。しかし松久保新吾、田口茂樹、福島明弘のアメリカ教育リーグ参加で支配下選手枠が空いたため、再び支配下選手登録されて以降、二軍で五番打者として起用された。同年は最終的に二軍で32試合に出場し、うち7試合で一塁手、17試合で三塁手の守備に就いた。打撃成績は111打席に立ち、102打数27安打、打率.265、11得点、3本塁打、12打点、0犠打飛、3盗塁、8四球、1死球、18三振だった。同年オフには年俸400万円で契約更改した。
1990年は二軍で内野手として25試合に出場し、二軍で25試合に出場して50打席に立ち、46打数8安打、打率.174、5得点、3本塁打、11打点、0盗塁、2四球、0死球、12三振の成績を残した。犠打飛2。同年まではファームで代打や指名打者として出場することが多く、捕手と外野手を兼任していた。同年11月5日、小川宗直との交換トレードで中日ドラゴンズへ移籍することが発表された。これは同日に発表された小松崎善久（日本ハムファイターズ）と斉藤浩行（中日）の交換トレードとともに、同月1日に開催されたセレクション会議をきっかけに決まったトレードであり、捕手陣に不安を抱えていた中日と、左の中継ぎ投手の補強を必要としていた近鉄との事情が一致したことによるものである。背番号は69。

### 中日時代
1991年の年俸は450万円。同年は二軍でウエスタン・リーグ公式戦60試合に出場し、178打席、147打数35安打、打率.238、18得点、2本塁打、19打点、5犠打飛、3盗塁、22四球、4死球、40三振の成績を残した。また同年は捕手に再転向することが検討されたが、結局は三塁手で28試合、外野手で4試合守備に就いた一方、捕手として出場することはなかった。同年オフには年俸450万円で契約更改した。
1992年は背番号を50に変更し、捕手として勝負することへの抱負を語っていたが、同年からは三塁手に専念した。最終的には二軍で62試合に出場、うち50試合で三塁手として守備に就いた。打撃成績は178打席、155打数36安打、打率.232、26得点、10本塁打、32打点、5犠打飛、4盗塁、13四球、5死球、37三振、16失策の成績だった。同年は規定打席 (243) には到達しなかったものの、10本塁打は南牟礼豊蔵と同数で、山崎武司（12本塁打）に次ぐチーム2位だった。なお、本人は同年秋にファームの台湾遠征で本塁打を連発し、表彰を受けて賞金を獲得したことを野球人生の思い出として語っている。同年オフには年俸480万円で契約更改した。一方でプロ入りから同シーズンまでの8年間、一軍公式戦への出場機会は一度もなく、1993年6月22日時点では、12球団の在籍6年以上で一軍未出場の野手8人の中で最古参の選手となっていた。また同年の黒潮リーグで右膝靭帯を痛め、後に沖縄秋季キャンプで痛みが再発したため、キャンプを途中離脱した。
1993年も一軍（セントラル・リーグ）公式戦への出場機会はなく、二軍で30試合に出場して36打席に立ち、32打数6安打、打率.188、4得点、0本塁打、2打点、0盗塁、1四球、2死球、9三振、5失策の成績だった。同年10月13日、球団から戦力外通告を受ける。同時に戦力外通告を言い渡された小野和幸・田中富生・五十嵐明・南牟礼・早川和夫の5選手は現役続行を希望した一方、岡田は本人の希望から任意引退選手となり、同年11月8日付で任意引退選手として公示された。
引退後は家業の鋼材販売業を手伝うこととなった。

## 選手としての特徴・人物
パンチ力のある打撃が魅力とされていた。また入団当初はその強打に加え、ベース一周14秒5という俊足、遠投115メートルの強肩も評価されていた。
近鉄時代の1989年には、二軍監督の滝内弥瑞生から内野手としての将来性を高く評価されており、また二軍打撃コーチの佐々木恭介からも打撃センスを評価されていた一方、守備を課題点として挙げられていた。中日移籍当時は打撃に加え、捕手としては珍しく俊足であることも評価されていた。
趣味はボクシング観戦、音楽鑑賞。

## 詳細情報

### 年度別投手成績
- 一軍公式戦出場なし

### 背番号
- 59（1985年 - 1990年）[1][10][47][20][21][3]
- 69（1991年）[25][48]
- 50（1992年 - 1993年）[2][33][48]